# Muzio Scevola

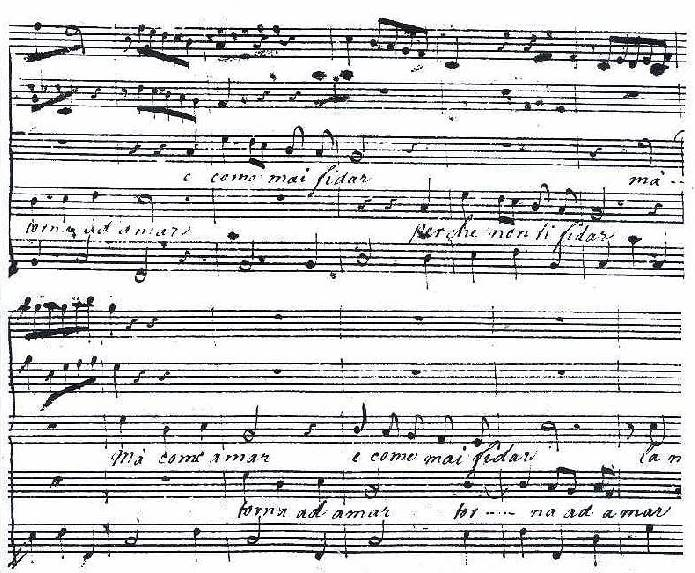
Muzio Scevola

Muzio Scevola est un opéra en trois actes (dramma per musica) créé le 15 avril 1721 au King's Theatre de Londres pour le compte de la Royal Academy of Music.
Son livret est de Paolo Antonio Rolli qui a remanié un texte de Silvio Stampiglia, ce dernier ayant lui-même emprunté l'intrigue à Nicolò Minato.
Pour ce qui concerne la musique, cet opéra est un pasticcio, chacun des trois actes ayant été commandé à un compositeur différent : Filippo Amadei pour le premier, Giovanni Battista Bononcini pour le second, Georg Friedrich Haendel pour le dernier.
L'action se fonde sur l'histoire de Caius Mucius Scævola, héros romain d'une guerre contre les étrusques.

## Rôles
| Rôle                           | Tessiture             | Première, 15 avril 1721       |
| ------------------------------ | --------------------- | ----------------------------- |
| Fidalma                        | soprano               | Maria Maddalena Salvai        |
| Clelia                         | soprano               | Margherita Durastanti         |
| Tarquinio (Tarquin le Superbe) | soprano (en travesti) | Caterina Galerati             |
| Irene, fille de Porsena        | contralto             | Anastasia Robinson            |
| Orazio (Horatius Cocles)       | soprano castrat       | Matteo Berselli               |
| Muzio Scevola                  | alto castrat          | Francesco Bernardi "Senesino" |
| Porsenna, Roi d'Étrurie        | basse                 | Giuseppe Maria Boschi         |